# Taru Lahti
Taru Lahti (* 9. Dezember 1992 in Tampere, jetzt Taru Lahti-Liukkonen) ist eine finnische Volleyball- und Beachvolleyballspielerin. Sie wurde bis einschließlich 2023 sieben Mal finnische Meisterin im Sand.

## Karriere

### Hallen-Volleyball
Lahti begann ihre Karriere bei LP Kangasala. Ihr Debüt in der ersten Liga hatte sie im November 2008, als sie für Vanajan RC spielte. Mit dem Verein stand sie 2009 im nationalen Pokalfinale, bevor sie ein Jahr später finnische Vizemeisterin wurde. Später wechselte sie nach Estland zu Viimsi Spa. Nach ihrer Rückkehr in die Heimat spielte sie von 2011 bis 2013 bei Pieksämäki Volley.

### Beachvolleyball
Lahti spielte 2006 ihr erstes Satellite-Turnier in Turku mit Jennamiia Ripatti. Bei der U20-Europameisterschaft 2009 in Griechenland belegte sie mit Sini Häkkinen den 19. Platz. Im folgenden Jahr kam sie mit Pauliina Vilponen bei der Jugend-WM in Porto auf den 29. Rang. 2011 bildete sie ein Duo mit Riikka Lehtonen und nahm in Åland erstmals an einem Open-Turnier der FIVB World Tour teil. Im gleichen Jahr gewann sie die finnische Meisterschaft. 2012 spielten Lahti/Lehtonen in Stare Jabłonki ihren ersten Grand Slam und gewannen ihren zweiten Landesmeistertitel. Bei den Bang Saen Open kam Lahti mit Emilia Nyström als Neunte erstmals in die Top Ten. 2013 bildete sie ein Duo mit Kirsi Hyttinen und siegte mit der neuen Partnerin zum dritten Mal in Folge bei den finnischen Titelkämpfen. Den Grand Slam in Rom beendeten Lahti/Hyttinen auf dem 33. Platz. In Klagenfurt nahmen sie an der Europameisterschaft teil. 2014 spielt Lahti wieder mit Riikka Lehtonen. Lehtonen/Lahti wurden bei zwei CEV-Turnieren in Antalya und Baden Siebter und Fünfter. In Quartu Sant’Elena nahmen sie an der Europameisterschaft teil, schieden aber nach drei Niederlagen bereits in der Vorrunde aus. In den Folgejahren spielten Lehtonen/Lahti mit wechselndem Erfolg auf der europäischen und der World Tour. Bei den heimischen Titelkämpfen standen sie 2015 und 2016 auf der obersten Stufe des Podests. Nach einem neunten Platz bei der Weltmeisterschaft 2017 in Wien trennten sich die beiden.
Seitdem spielte Lahti an der Seite von Anniina Parkkinen, mit der sie auch schon seit Ende 2016 einige Turniere absolvierte und eine Spielzeit später ihre sechste finnische Meisterschaft im Zeitraum von sieben Jahren gewann. Lahti/Parkkinen wurden bei der Europameisterschaft 2017 in Jūrmala Fünfte und hatten einige Top-Ten-Ergebnisse auf der FIVB World Tour 2018 und 2019. Sie nahmen auch an der Weltmeisterschaft 2019 in Hamburg teil.
Bei der WM 2022 in Rom griff Lahti an der Seite von Niina Ahtiainen ins Geschehen ein. Den beiden gelang im ersten Spiel in der italienischen Metropole ein Sieg über die US-Amerikanerinnen  Stockman/Day. Durch einen weiteren Sieg über Payano/Rosario aus der Dominikanischen Republik erreichten die Nordeuropäerinnen den zweiten Platz im Pool G und qualifizierten sich für die Runde der besten 32 Teams. Hier schieden sie gegen das deutsche Duo Müller/Tillmann aus. Im Oktober gewannen sie auf der World Beach Pro Tour 2022 das Challenge-Turnier auf den Malediven. In der folgenden Saison stand nach einem neunten Platz bei der Europameisterschaft für Lahti der siebte Landesmeistertitel zu Buche. Bei der WM kam nach überstandener Gruppenphase und Lucky-Loser-Runde das Aus in der ersten Hauptrunde gegen die Exweltmeisterin Melissa Humana-Paredes und die amtierende Vizeweltmeisterin Brandie Wilkerson. Anschließend erkämpften die Finninnen einen geteilten fünften Rang beim Challenge in Goa und Silber beim gleichwertigen Event in Chiang Mai. 2024 gelang ihnen in Guadalajara eine weitere Viertelfinalteilnahme. Im August erreichten Lahti/Parkkinen nach einem Sieg beim Futures-Turnier in Brüssel bei der Europameisterschaft in den Niederlanden erneut Platz neun. Nach wechselhaften Ergebnissen Ende 2024 und Anfang 2025 auf der World Pro Tour gelang den Finninen im Mai ein zweiter Platz beim Challenge-Event in Xiamen.